# انورآباد پیرکور
انورآباد پیرکور روستایی در دهستان مورتان بخش پارود شهرستان راسک استان سیستان و بلوچستان ایران است.

## جمعیت
بر پایه سرشماری عمومی نفوس و مسکن در سال ۱۳۹۵ جمعیت این روستا ۲۵۵ نفر (۹۹خانوار) بوده‌است.